# Bermeja

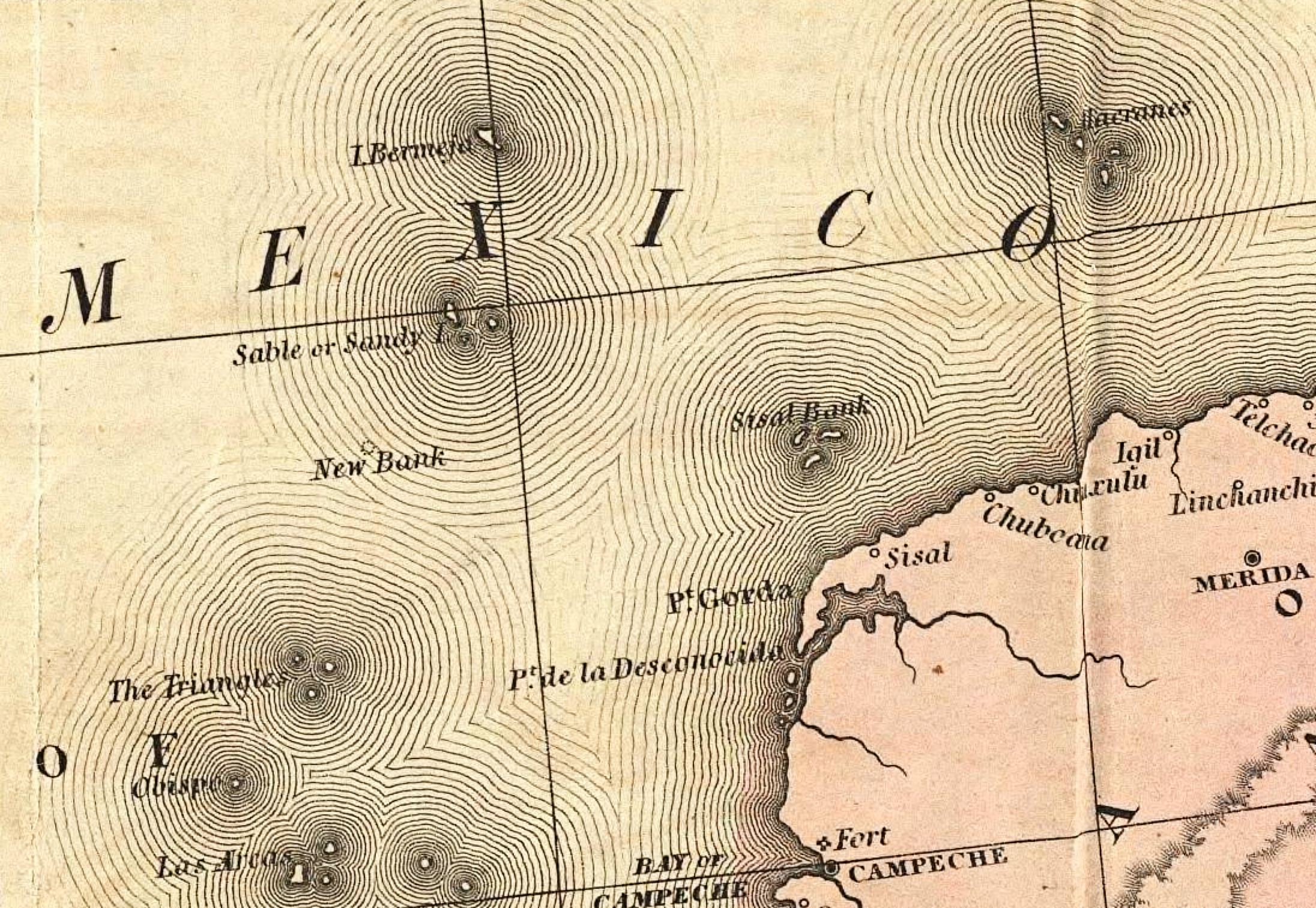
Fragment mapy Zatoki Meksykańskiej z 1846 roku z zaznaczoną wyspą Bermeja

Bermeja lub Vermeja – rzekoma wyspa w Zatoce Meksykańskiej, położona niedaleko północnych wybrzeży półwyspu Jukatan.
Położona jakoby na 22°33′N 91°22′W/22,550000 -91,366667 wyspa została po raz pierwszy zaznaczona na wydanej w 1539 roku mapie Alonsa de Santa Cruz pod tytułem El Yucatán e Islas Adyacentes. Chociaż nikt nigdy nie potwierdził oficjalnie istnienia takiego lądu, Bermeja trafiała na kolejne mapy aż do XIX wieku, kiedy to brytyjscy kartografowie zauważyli, że wyspy takiej w rzeczywistości nie ma. Po raz ostatni pojawiła się w meksykańskim atlasie geograficznym z 1921 roku.
Sprawa Bermejy odżyła na przełomie XX i XXI wieku, kiedy to Meksyk i USA prowadziły negocjacje nad podpisanym w 2000 roku traktatem o wytyczeniu granic morskich. W 1997 roku marynarka meksykańska wysłała statek badawczy z misją odszukania umieszczanej na starych mapach wyspy. Chociaż ekspedycja ta nie znalazła żadnego nieznanego do tej pory lądu, w 2009 roku Narodowy Uniwersytet Autonomiczny Meksyku ponowił misję, również zakończoną fiaskiem. Ponieważ jednak ewentualne istnienie Bermejy mogłoby być korzystne dla Meksyku przy podziale podwodnych złóż ropy naftowej, cała kwestia obrosła w międzyczasie w teorie spiskowe, sugerujące np. że CIA celowo zniszczyła wyspę za pomocą bomby wodorowej. W listopadzie 2000 roku sześciu senatorów z rządzącej ówcześnie Meksykiem Partii Akcji Narodowej zgłosiło nawet interpelację w celu zbadania zniknięcia wyspy wskutek „celowego działania”.